# Прайс, Гервин
Гервин Прайс (валл. Gerwyn Price; род. 7 марта 1985, Markham, Кайрфилли) — валлийский игрок в дартс и бывший регбист. Чемпион мира 2021 года. В данный момент участвует в соревнованиях, проводимых Профессиональной корпорацией дартса. В 2016 году он попал в топ-32 в рейтинга PDC, после чего выиграл свой первый титул Pro Tour. В 2017 году он стал финалистом UK Open, а также участвовал в престижном турнире Премьер-лиги 2018 года. Прайс достиг самой важной и наиболее спорной победы в дартсе на Grand Slam of Darts 2018. Спустя год он защитил титул. Прайс также играл в регби за команды Нит и Кросс Кейс, в Pro12 с Глазго Уорриорз и регбилиг с South Wales Scorpions. Он имеет прозвище The Iceman.

## Регби
Прайс выступил в роли хукера в Валлийском Премьер-дивизионе, выступая за Нит и Кросс-Кис, а также в регбилиг с "South Wales Scorpions". Также он недолго играл за Глазго Уорриорз в Pro12 в качестве запасного для игроков, в случае если те получат травму. Он завершил свою карьеру регбиста в 2014 году, сконцентрировавшись на игре в дартс.

## Дартс
Прайс начал играть в дартс за местную команду Markham Welfare, после чего стал выступать в Суперлиге за Aberbargoed. Профессиональный валлийский дартсмен Барри Бейтс посоветовал ему вступить в квалификационную школу, чтобы присоединиться к PDC в январе 2014 года, и Прайс выступил успешно на втором турнире Q School. В тот день он выиграл шесть матчей, одержав победу над Роуби-Джоном Родригесом со счётом 5-3, после чего стал участником Тура PDC на два года. Он квалифицировался на UK Open 2014 и проиграл 2-5 Адену Кирку во втором раунде. Он дважды достиг стадии 1/8 финала Players Championship в первой половине 2014 года, уступив только Майклу ван Гервену и Стивену Бантингу. В июле Прайс показал средний набор 98,32, победив Колина Ллойда со счетом 6-2 на European Darts Open . Во втором раунде он выигрывал у Гэри Андерсона 2-0, но проиграл 3-6. На 13-м турнире Players Championship Прайс обыграл Ллойда, Кирка, Джеймса Уэйда и Уэйна Джонса, впервые выйдя в четвертьфинал, где Адриан Льюис оказался сильнее со счётом 6-5.
Прайс квалифицировался на European Darts Trophy, прошедшим в Лейпциге в середине сентября. Там он победил Бернда Ройта 6-3 в первом раунде, выйдя на Стива Битона во втором. Благодаря отличной игре, включая закрытие 167, он победил Битона 6-3 и выиграл у Винсента ван дер Воорта в следующем раунде. Он почти прошел отбор на Мировой Гран-при 2014 года, для которого было необходимо место в полуфинале, но Энди Хэмилтон победил его со счётом 6-3 в четвертьфинале. Впечатляющий старт Прайса в его дартс-карьере продолжился выходом в полуфинал на 19-м турнире Players Championship, где он проиграл Иэну Уайту 3-6.

### 2015
12 750 фунтов стерлингов, которые он заработал на турнирах Pro Tour в течение 2014 года, позволили ему занять 39-е место в рейтинге PDC, что позволило принять участие на чемпионате мира 2015 года. Прайс имел возможность выиграть сет в матче против Питера Райта в первом раунде, но не воспользовался этим шансом и проиграл 0-3. На начало 2015 года Прайс занимал 59-е место в мире.
Прайс проиграл в предварительном раунде UK Open Мэтту Паджетту со счётом 2-5. По пути в свой первый четвертьфинал в 2015 году, Прайс выбил Адриана Льюиса со счетом 6-4, показав средний набор 105,78 на втором Players Championship, но проиграл Джеймсу Уэйду со счетом 2-6. На Gibraltar Darts Trophy Прайс одержал победу над Робертом Торнтоном и Саймоном Уитлоком, но в четвертьфинале уступил соотечественнику Джейми Льюис 5-6. В общей сложности в первой половине 2015 года Прайс проиграл в четырех четвертьфиналах Pro Tour и вышел в полуфинал восьмого Players Championship, где проиграл Адриану Льюису со счетом 6-4. Эти результаты позволили ему выступить на World Matchplay 2015, где Прайс победил Майкла Смита 10-4 в первом раунде. Затем он продемонстрировал лучший результат в своей карьере, победив двукратного чемпиона мира Льюиса со счётом 13-10, но затем сильнее валлийца со счётом 16-7 оказался шотландец Питер Райт. Прайс снова встретился со Смитом в первом раунде Мирового Гран-при, и в решающем сете вёл со счётом 2-0, но согласно правилам начинать лег на турнире необходимо также с удвоения, и за 15 дротиков он ни разу в него не попал, не набрав, следовательно, ни одного очка. Он обыгрывал Иэна Уайта со счётом 9-8 во втором раунде финального турнира Players Championship, но проиграл 10-9.

### 2016
Эндрю Гилдинг всухую обыграл Прайса в первом раунде чемпионата мира. В феврале на пятом отборочном турнире к UK Open, Прайс победил Марка Уэбстера со счётом 6-1 и Менсура Сулйовича 6-3, выйдя в свой первый финал PDC, но проиграл первому номеру рейтинга Майклу ван Гервену 2-6. В седьмом Players Championship Прайс вышел еще в один финал и на этот раз взял титул, совершив «камбек» со счета 0-3 в матче против Питера Райта, выиграв 6-3. Он также выиграл восьмой турнир Players Championship, набрав в среднем 108 очков в финале против Джейми Кейвеном (который завершился 6-1). После победы над Кимом Хёйбрехтсом 10-8 на World Matchplay, Прайс встретился с Адрианом Льюисом во втором раунде второй год подряд. Перед матчем Льюис заявил, что победа Прайса над ним 12 месяцев назад была лишь удачей, и что Прайс «никогда ничего не выиграл и никогда ничего не выиграет». Напряженность перед матчем, казалось, затронула обоих игроков, поскольку оба показывали средний набор лишь в районе 80 очков, но Льюис одержал победу 11-5. Прайс затем проиграл 0-2 в первом раунде Мирового Гран-при Бенито ван де Пасу и 2-10 Майклу ван Гервену во втором раунде чемпионата Европы. В дебютном для себя Grand Slam of Darts одержал победы в группе над Скоттом Уэйтсом и Робертом Торнтоном. В 1/8 финала против Брендана Долана имел дротик на победу в матче, но не реализовал свой шанс и проиграл 9-10.

### 2017
После победы в первом сете над Джонни Клэйтоном в матче первого круга чемпионата мира 2017 года, Прайс проиграл три сета подряд. После окончания турнира он занимал 20-е место в Рейтинге PDC. Он победил Джастина Пайпа 10-5, Дэвида Паллетта 10-4 и Пола Хогана 10-6 на UK Open, выйдя в четвертьфинал. Иэну Уайту было необходимо закрыть 20 для победы 10-9, но он попал в удвоение 15, и Прайс закрыл 160, выйдя в полуфинал. При счёте 9-9 в матче против Алана Норриса, тот не попал тремя дротиками, за что Прайс наказал соперника, закрыв 100 через два удвоения 20, а в следующем леге обеспечил себе выход в финал со счётом 11-9. В своем первом крупном финале он проигрывал 1-7 Питеру Райту, но сумел сократить отставание до 6-8. Тем не менее, Прайс затем проиграл три лега подряд.
Победы над Финляндией, Ирландией и Россией помогли Прайсу и Марку Уэбстеру выйти в полуфинал Кубка мира. В парной игре со счётом 4-2 была одержана победа над бельгийской командой — Кимом и Ронни Хёйбрехтсами. В финале Прайс и Уэбстер уступили голландцам Раймонду ван Барневельду и Майклу ван Гервену.

### 2018
На чемпионате мира 2018 года Прайс впервые выиграл в первом раунде чемпионата мира, пройдя Теда Эветса со счетом 3-0. Во втором раунде Прайс победил Иэна Уайта 4-1. В третьем раунде Прайс встретился с действующим чемпионом мира Майклом ван Гервеном. Ван Гервен выиграл первые два сета, но затем Прайс выиграл семь легов подряд, сравняв счёт и выйдя вперёд в пятом сете. Тем не менее, Ван Гервен выиграл пятый и шестой сет, выйдя в следующий раунд со счётом 4-2.
После хороших результатов в течение 2017 года Прайс получил приглашение в Премьер-лигу 2018. Несмотря на ничью со вторым номером рейтинга Питером Райтом и победителем Гран-при 2017 года Дэрилом Герни, Прайс выбыл из борьбы на девятой неделе .
В 2018 году Прайс начал стабильно играть в основных телевизионных турнирах, достигнув четвертьфинала Masters, UK Open, Мирового Гран-при и чемпионата Европы . Он также выиграл турнир International Darts Open в Германии в сентябре, всего через 2 месяца после операции. В ноябре Прайс, будучи аутсайдером (его шансы на титул букмекеры оценивали как 40/1), выиграл свой первый «телевизионный» титул PDC — Grand Slam of Darts. Он выиграл у Саймона Уитлока в четвертьфинале со счётом 16-15, затем оказался сильнее Менсура Сулйовича 16-12 в полуфинале, и в финале победил шотландца Гэри Андерсона со счетом 16-13. Он стал первым валлийцем, который выиграл «мейджер»-турнир PDC.

### 2019

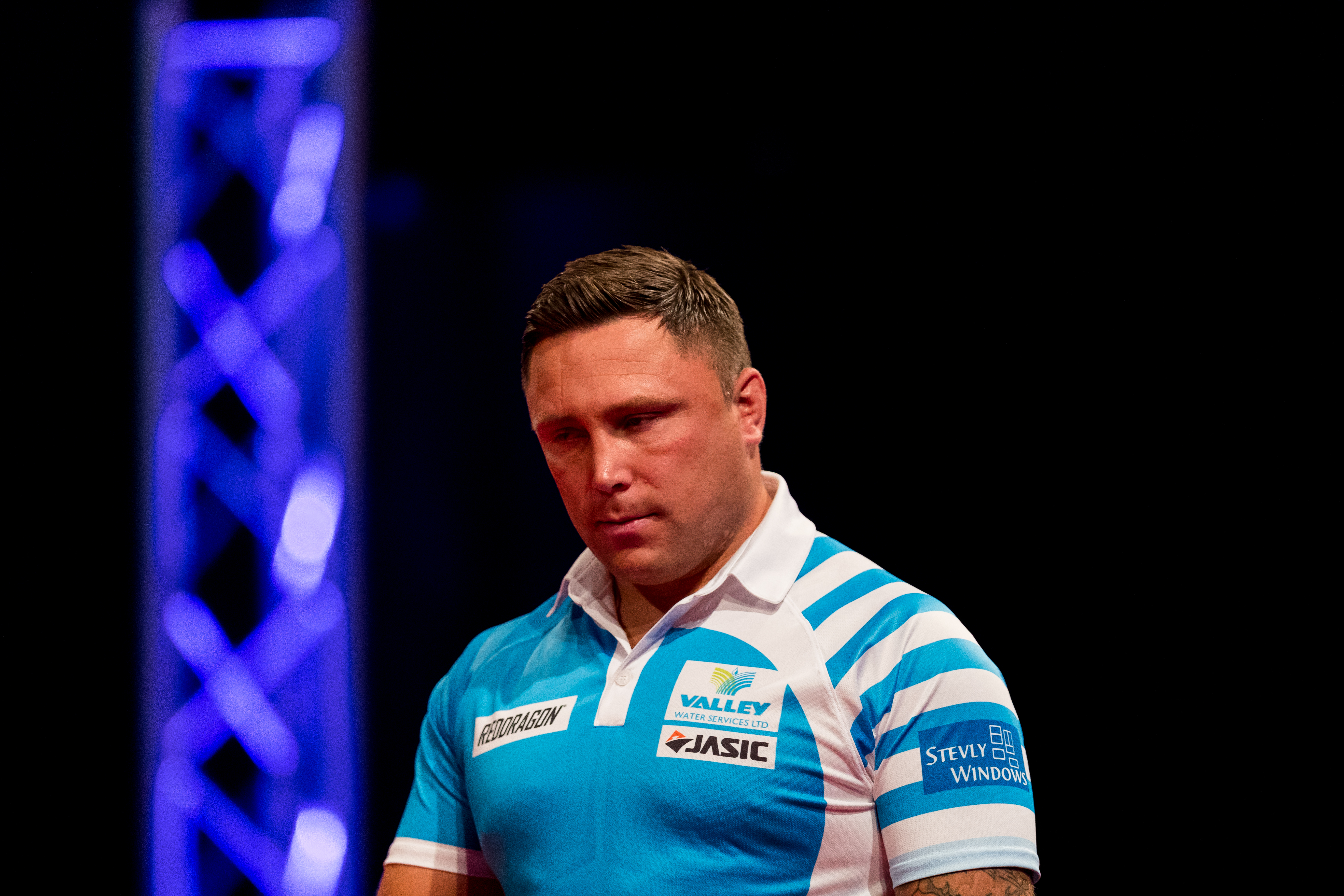
Прайс в 2019 году

В январе 2019 года Гервин Прайс был оштрафован Управлением по регулированию дартс из-за его поведения на Grand Slam of Darts в 2018 году. В общей сложности он был оштрафован на 21 500 фунтов, в том числе на 12 000 фунтов за финальную игру против Гари Андерсона, а также 8000 фунтов за четвертьфинал против Саймона Уитлока. Он также был оштрафован на 1500 фунтов стерлингов за посты в социальных сетях, в которых он упоминал Гэри Андерсона. После апелляции штраф был сокращён до 11 500 фунтов стерлингов.
На второй для себя Премьер-лиге Гервин Прайс занял 5-е место в турнирной таблице, не сумев выйти в плей-офф. В октябре 2019 года Прайс вышел в финал чемпионата Европы, обыграв Теда Эветса, Нейтана Аспинала, Винсента ван дер Ворта и Майкла Смита. Однако он проиграл в финале Робу Кроссу со счётом 11-6.
В ноябре 2019 года Прайс успешно защитил свой титул на турнире Grand Slam of Darts, обыграв Питера Райта со счётом 16-6 в финале. Это стал второй титул «мейджер»-турнира Гервина Прайса.
На чемпионате мира 2020 года дошёл до полуфинала, где 30 декабря 2019 года уступил будущему чемпиону мира Питеру Райту со счётом 3:6.

### 2021
В конце 2020 года принял участие на седьмом для себя чемпионате мира. В финале, состоявшемся 3 января 2021 года, одержал победу над Гэри Андерсоном и стал чемпионом мира. Эта победы позволила ему прервать более чем шестилетнее лидерство Майкла ван Гервена в рейтинге.

## Результаты на чемпионатах мира
- 2015 — Первый раунд (поражение от Питера Райта 0-3)
- 2016 — Первый раунд (поражение от Эндрю Гилдингу 0-3)
- 2017 — Первый раунд (поражение от Джонни Клэйтона 1-3)
- 2018 — Третий раунд (поражение от Майкла ван Гервена 2-4)
- 2019 — Второй раунд (поражение от Нейтана Аспиналла 2-3)
- 2020 — Полуфинал (поражение от Питера Райта 3-6)
- 2021 — Победитель (победа над Гэри Андерсоном 7-3)
- 2022 — Четвертьфинал (поражение от Майкла Смита 4-5)
- 2023 — Четвертьфинал (поражение от Габриэля Клеменса 1-5)
- 2024 — Третий раунд (поражение от Брендана Долана 2-4)
- 2025 — участвует

## Инциденты
В 2010 году Прайс был сильно травмирован возле паба в Баргойде, ему потребовалось 42 шва на лбу и пять на подбородке. Также он пережил кровоизлияние в мозг и повреждение нерва на брови. Его злоумышленник получил 12-месячный тюремный срок. Это случилось во время работы в баре Йейтса. Прайс также получил условное наказание за нападение на другого человека в связанном инциденте.